# John Armatage
John Armatage (Newcastle upon Tyne, 5 augustus 1929) is een Engels swingdrummer en arrangeur.
Armatage carrière begon in 1957 toen hij optrad met John Chilton. Vervolgens nam hij op, toerde en was hij betrokken bij de productie van de film Living Jazz (1962) samen met Bruce Turner. Verder heeft hij gespeeld met verscheidene andere artiesten als Pete Allen, Terry Lightfoot en heeft samengewerkt met Pee Wee Russell.  
- MusicBrainz: cc9e3c93-3ff1-4f12-88fe-fec588c0e8ed